# Застава Свете Јелене
Застава Свете Јелене усвојена је 4. октобра 1984. године.
Света Јелена је британска прекоокеанска територија. Застава има плаву позадину и заснована је на застави Уједињеног Краљевства која се налази у горњем левом углу заставе. У средини десног дела заставе налази се грб Свете Јелене.